# Emisora radiocontrol

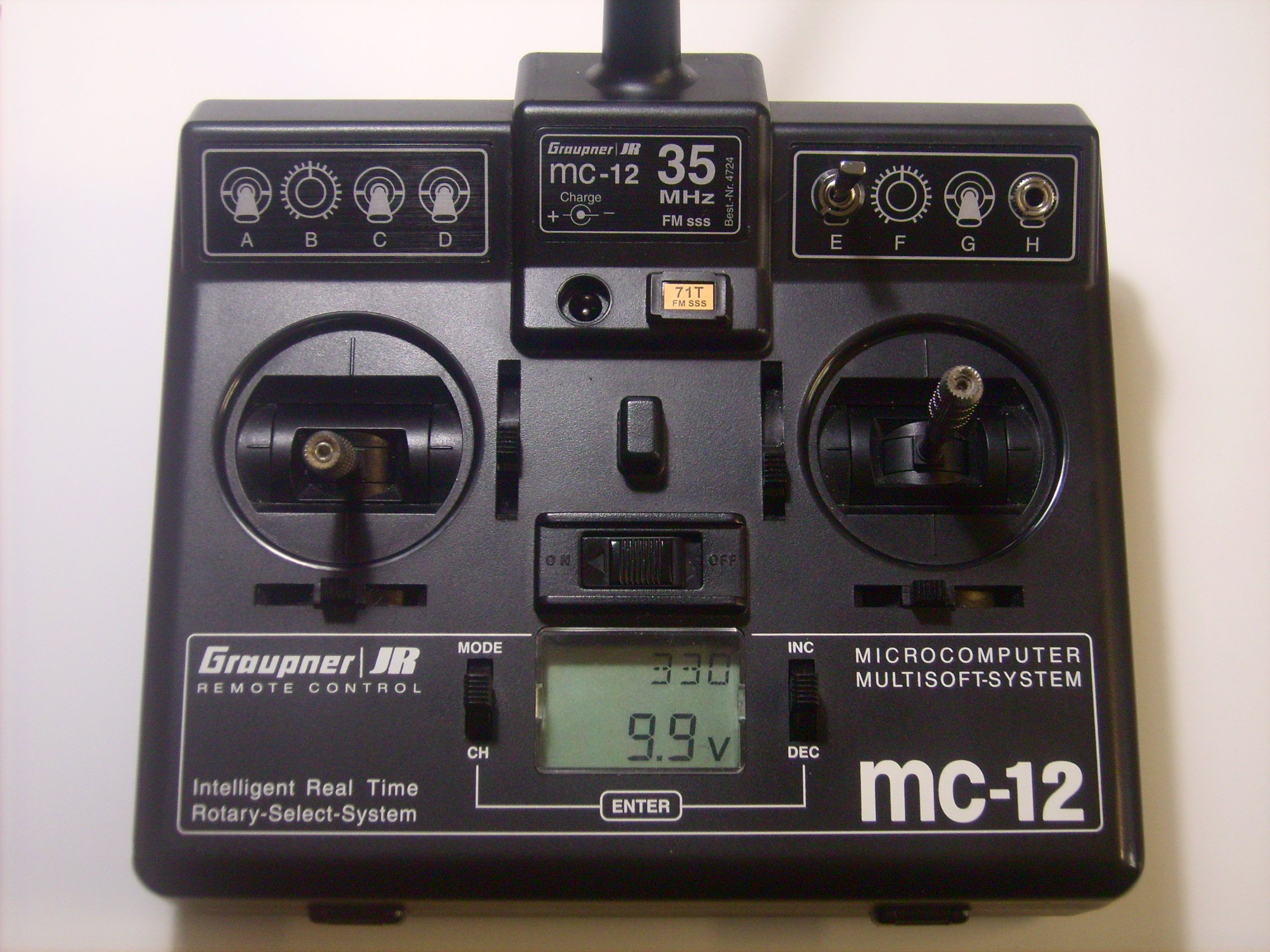
Emisora de control remoto Graupner

Una emisora radiocontrol o mando radiocontrol es un control remoto que permite controlar un modelo radiocontrol como un coche, un aeromodelo o cualquier modelo controlado por radio en general.
Una emisora se comunica mediante una antena con el modelo, aunque algunos modelos obsoletos se comunicaban con un cable. Incluso existen aviones controlados por cable usados en vuelo cautivo.

## Canales
Una de las características que limitan las posibilidades de una emisora es la cantidad de canales.
Algunos aviones pueden funcionar con solo dos canales: con uno se gira y con el otro acelera y eleva el avión. Sin embargo, lo mínimo en aeromodelismo son tres canales para la potencia, giro y ascenso. Cuatro canales permiten controlar independientemente el ascenso/descenso, timón de cola, guiñada (inclinación lateral) y potencia. A partir de ahí con más canales se pueden controlar más cosas como tren de aterrizaje, flaps, luces, etc. En otros vehículos como grúas y similares pueden tener otras funciones.
Algunos helicópteros también pueden dirigirse con dos o tres canales pero lo mínimo habitual son cuatro o cinco: Rotor de cola, colectivo (ascender), avanzar horizontal y lateralmente (dos canales para control cíclico) y potencia. Algunos helicópteros, tanto modelos como reales, tienen un control de potencia automático que mantiene un régimen de revoluciones fijo, independientemente de los esfuerzos sobre el rotor.
En principio cada canal controla un servo, sin embargo, varios servos pueden combinarse para compartir funciones. Un avión con la cola en V utilizará los alerones de la cola tanto para girar como elevar o bajar el morro. Algunos helicópteros también usan conjuntamente tres servos para combinar las funciones de paso colectivo y cíclico. De este modo se reparten los esfuerzos entre tres.
En cambio en automodelismo con 2 canales es suficiente, permitiendo acelerar, frenar y retroceder con un canal y con el otro gobernar la dirección del automóvil radiocontrolado.En el modelismo naval generalmente se utilizan también 2 canales, aunque pueden usarse más.

## Emisión
Hay diferentes sistemas de emisión en AM, FM y 2.4ghz y diferentes métodos de codificación PCM y PPM. El sistema 2.4 GHz casi no recibe interferencia. Actualmente los sistemas más modernos permiten negociar los canales libres para no interferir entre varios aviones. En caso de interferencia se puede perder el control y llevar a destruir el avión o dañar a personas.
Actualmente las emisoras de radio control se han generalizado en la emisión de la frecuencia 2,4Ghz , dicha frecuencia funciona totalmente diferente a las antiguas que utilizaban un cristal con una frecuencia fija , estas más modernas emiten en una banda más ancha llamada DSS ( Distribución dinámica de espectro ) también utilizada por el estándar Bluetooth o Wi-Fi.
La particularidad de DSS es que no transmite en una sola frecuencia,  sino que utiliza múltiples frecuencias  de una forma controlada.  Y entonces tenemos las emisoras de versión DSSS y las de versión FHSS, por ejemplo. Estas son dos formas de transmitir.
En  DSSS (Espectro Ensanchado por Secuencia Directa) los datos,  mezclados ordenadamente  con ruido , van transmitiéndose  primero en una frecuencia A, luego en otra B y  en una tercera  C.  La cantidad de frecuencias utilizadas y el orden de la mezcla son determinadas por un algoritmo específico. Solo los receptores que han recibido antes el código de mezcla con ruido, o de expansión de datos, pueden deshacer la mezcla y entender los datos.
En FHSS  los datos se transmiten saltando de una frecuencia a otra, en un orden determinado según una secuencia pseudoaleatoria almacenada en unas tablas, que han de conocer la emisora y el receptor. Estos saltos están programados en el tiempo, programa que conoce  y sigue el receptor , por lo que solo “ve” , o entiende,  ese canal de transmisión.

## Emisoras programables
Actualmente hay emisoras que permiten más opciones que las estrictamente básicas.
- Mezclar canales.( 1.0 )
- Respuesta exponencial a los mandos.(1.1 )
- Dual Rates en los mandos ( 1.2 )
- Límites de recorrido superior e inferior en el recorrido de los servos. ( 1.3 )
- etc

1.0 MEZCLAS 
```
- Mezclas genéricas alerones aviones rc.
```

Las posiciones de las distintas superficies de mando son referenciales, cada perfil, ala y avión necesitarán un valor específico
ALERON SOBRE DIRECCIÓN: (Combi) La dirección se mueve en el mismo sentido que los alerones cuando actuamos sobre estos. Para realizar virajes suaves. Reduce o elimina el efecto de guiñada inversa. Dirección: Entre un 30% y un 50% de su recorrido máximo. (valor máximo, para el 100% de alerones)
DIFERENCIAL: Actúa sobre los alerones reduciendo el recorrido del alerón que 'baja'. Reduce el efecto de guiñada inversa que se produce por un excesivo recorrido del alerón que 'baja'. Alerones: Reducir el recorrido descendente entre un 30 y un 50 %. En planeadores de gran envergadura con alerones de punta de ala normalmente se recomienda eliminar el recorrido descendente del alerón, es decir un 100% de diferencial. 
AEROFRENO: (Butterfly) Se utiliza para reducir bruscamente la velocidad del planeador y realizar la aproximación final del aterrizaje a baja velocidad. También se puede utilizar en picados para perder altura sin ganar velocidad. Intervienen: flaps, alerones y profundidad. Flaps: abajo de 35 a 45 deg. Alerones: arriba de 5 a 15 deg. Profundidad: Picar levemente (buscar recorrido para cada modelo) (Valores máximos, para el 100% del mando de aerofrenos)
PROFUNDIDAD SOBRE FLAP: (Snap-flap) Actúa sobre el eje transversal del modelo. Se utiliza para reducir el radio de giro sobre ese eje. En acrobacia para 'loopings' de poco radio y en velocidad para virajes cerrados. Intervienen: flaps, alerones (en función de flap) y profundidad. Flaps: con profundidad arriba, flaps abajo un máximo de 4 o 5 deg. (valor máximo, para el 100% de profundidad). Alerones: Acompañan a los flaps de tal manera que el borde de fuga se deflecta uniformemente. Para acrobacia también puede utilizarse con profundidad abajo (picando), con una deflexión de 2 o 3 deg.
ALERON SOBRE FLAP: (Flaps como alerones) El flap se mueve en el mismo sentido que el alerón cuando actuamos sobre el mando de alerones. Para movimientos bruscos sobre el eje longitudinal. Flaps: cuando actuamos sobre el mando de alerones los flaps realizan un 50% del recorrido del alerón correspondiente.
FLAP TÉRMICO: Deflexión hacia abajo de flaps y alerones para volar en térmica. Aumenta la concavidad del intradós del ala. Reduce la velocidad de planeo. Flaps: abajo un máximo de 3 o 4 deg. (valor fijo). Alerones: acompañan a los flaps de tal manera que el borde de fuga se deflecta uniformemente. Profundidad: pequeñas correcciones que normalmente no se programan. 
FLAP VELOCIDAD: Deflexión hacia arriba de flaps y alerones. Reduce o elimina la concavidad del intradós del ala. Aumenta la velocidad de planeo. Flaps: arriba un máximo de 2 o 3 deg. (valor fijo). Alerones: acompañan a los flaps de tal manera que el borde de fuga se deflecta uniformemente. 
FLAP DESPEGUE: (F3B y F3J) Se utiliza en la fase inicial del despegue en las disciplinas en las que el despegue se realiza por tracción con un cable, sea con tracción directa, polea o torno. Deflexión hacia abajo de flaps y alerones para aumentar la resistencia al avance, con el planeador con el morro arriba. Con ello se consiguen trepadas muy veloces en la fase inicial del despegue, pudiendo aprovechar mejor la longitud del cable de remolque.
Flaps: abajo de 10 a 15 deg.
Alerones: abajo de 5 a 10 deg.
1.1 EXPONENCIALES 
```
¿Qué son los Exponenciales?
```

En primer lugar vamos a definir los controles Exponenciales. Cuando se habla de los Exponenciales, se suele decir que gracias a ellos podemos suavizar o aumentar el tacto de los mandos del avión en torno a la posición central de la palanca de la emisora. En concreto, al configurar los Exponenciales de los mandos en la emisora, lo que hacemos es cambiar la progresión lineal, que viene configurada por defecto, por una curva no lineal, concretamente por una curva exponencial (de ahí el nombre de Exponenciales).
Esta opción ayuda al piloto a volar con más suavidad, precisión y control aviones F3A, aviones 3D y aviones tipo TOC (F3M, es decir, acrobacia con aviones de gran escala).
A la hora de utilizar los exponenciales es fundamental saber como configurarlos eficazmente, de modo que nos ayuden a mejorar nuestros vuelos, ya que si no se programan correctamente, no solo no nos ayudarán sino que, además, nos perjudicarán mucho.
Al programar mi emisora para un nuevo avión, el objetivo a cumplir al usar los Exponenciales es que el avión responda igual en torno a la zona central de la palanca, ya este en Dual Rates bajos o altos. Aquí es donde los exponenciales entran en juego.
A cada Dual Rate se le puede asignar un valor de exponencial. Normalmente en los Dual Rates altos se les asigna un exponencial mayor que en los Dual Rates bajos.
1.2 DUAL RATES 
- ¿Qué son los Dual Rates?
Sin Dual Rates, las superficies de mando del avión se moverán al punto límite que previamente se ajustó mediante la función Punto límite o Fin de recorrido en nuestra emisora digital y la configuración de las conexiones entre el servo y la superficie móvil.
Cuando un Dual Rate es programado, este limita el recorrido de la superficie móvil que tiene lugar al mover la palanca a sus extremos.
Para entender mejor su funcionamiento vamos a exponer un ejemplo:
Imaginemos que tenemos un avión 3D, con el que queremos hacer maniobras 3D, como torquerolls o barrenas planas, pero también queremos hacer maniobras suaves, como toneles lentos o amplios loopings con la máxima precisión posible.
Podemos configurar un Dual Rate bajo, para las maniobras F3A, con poco movimiento en los mandos, y otro para 3D, con 45° de recorrido en todos los mandos.
De esta forma tendremos 2 configuraciones de recorridos de mando distintos, pudiendo tener suavidad en los mandos para F3A, sin perder el recorrido necesario para vuelo 3D. Mediante los interruptores de la emisora podremos cambiar de una configuración a la otra, según lo que queramos hacer en cada instante.
También se pueden configurar 3 recorridos (Triple Rates) y asignarlos a uno o varios interruptores en función de la emisora.
En resumen, mediante los Dual o Triple Rates, pulsando un interruptor de 2 o 3 posiciones, podemos cambiar el recorrido máximo de los mandos de nuestro avión, en función de las maniobras que queramos hacer. 
- Configurando los Dual Rates y los Exponenciales
Antes de hacer el primer vuelo con un avión nuevo debemos hacer una configuración inicial de los Dual Rates y los Exponenciales. Conforme vayamos volando el avión, tendremos que hacer un ajuste más fino, hasta que encontremos la mejor configuración para nuestra forma de volar y estemos a gusto con el tacto al manejar el avión.
En los primeros vuelos, suelo volar con los Dual Rates bajos, y los ajusto junto con su exponencial, hasta encontrar la configuración con la que puedo hacer las maniobras más cómodamente. Esto suele requerir varios vuelos, y se consigue mediante tanteo entre vuelo y vuelo.
Una vez que los Dual Rates bajos y sus exponenciales están configurados apropiadamente, comienzo a volar con los Dual Rates altos, hasta configurarlos siguiendo el procedimiento anterior de prueba y error.
Cuando estoy volando con Dual Rates altos, me gusta tener el mismo tacto que en Dual Rates bajos en el primer tercio del recorrido de la palanca. Una vez que paso este punto, se empiezan a notar los Dual Rates altos, aumentando cada vez más la respuesta al movimiento de la palanca.
Este punto de la configuración es importante, ya que muchas veces debes cambiar de un Dual Rate a otro mientras estás ejecutando una maniobra. Si en ese primer tercio de recorrido el avión no respondiera igual en todos los Dual Rates, se vería una brusquedad o desviación, cosa que debemos evitar.
1.3 Límites de recorrido superior e inferior en el recorrido de los servos
En inglés llamado por muchas marcas comerciales ( E.P.A que significa End Point Adjustament ) 
DESCRIPCION DE LAS FUNCIONES PARA AEROMODELOS:
La función E.P.A. se usa para fijar o limitar el recorrido de cada servo. Este recorrido puede ser cualquiera entre el 0 y el 125% para cada dirección. Reduciendo el porcentaje, reduciremos el arco descrito por el brazo del servo en cada dirección.
Esta función se usa principalmente para evitar que el servo esté forzado al final de su recorrido.
Si cambia el porcentaje a 0 no tendrá ningún movimiento de este servo.